# Bob Steele
Bob Steele (23 de enero de 1907 – 21 de diciembre de 1988) fue un actor estadounidense. 

## Biografía
Su verdadero nombre era Robert Adrian Bradbury, y nació en Portland (Oregón), en el seno de una familia dedicada al vodevil. Tras años haciendo giras, la familia se asentó a finales de la década de 1910 en Hollywood, donde su padre, Robert N. Bradbury, pronto encontró trabajo en el cine, primero como actor y después como director. Bradbury contrató a Bob y a su hermano gemelo Bill como intérpretes de una serie de películas de aventuras titulada "The Adventures of Bob and Bill".
La carrera de Steele despegó en 1927, cuando fue contratado por la productora Film Booking Offices of America (FBO) para protagonizar una serie de westerns. Trabajando para FBO adoptó su nombre artístico, y desde finales de la década de 1920 hasta la de 1940 trabajó en westerns de serie B para casi todos los pequeños estudios, incluyendo a Monogram Pictures, Supreme, Tiffany Pictures, Syndicate, Republic Pictures (con varios filmes de la serie Three Mesquiteers) y Producers Releasing Corporation (PRC) (incluyendo los primeros títulos de la serie "Billy the Kid"). Además de estos trabajos, también tuvo la ocasión de actuar en una película de primera clase, Of Mice and Men (1939), adaptación dirigida por Lewis Milestone de la novela homónima de John Steinbeck.
En los años cuarenta la carrera de Steele como héroe cowboy declinaba, pero siguió trabajando en papeles de reparto en grandes películas como la de Howard Hawks The Big Sleep, o las de John Wayne Island in the Sky, Rio Bravo y Río Lobo. Además de en las anteriores, también trabajó de manera ocasional en filmes de ciencia ficción como Atomic Submarine y El gigante de la tierra misteriosa (Giant from the Unknown, 1958). También hizo numerosas intervenciones para la televisión, destacando una actuación regular en un papel de reparto en la serie Los fuertes del fuerte (F Troop, 1965 - 1967), con la cual demostró su talento cómico. 
Bob Steele falleció en 1988 en Burbank (California), a causa de un enfisema. Fue enterrado en el Cementerio Forest Lawn Memorial Park de Hollywood Hills.